# Offener Kanal Westküste
Offener Kanal Westküste (≈ Åben Kanal Vestkyst) er en ukommerciel radiostation i det nordlige Tyskland, primært for det vestlige og nordvestlige Slesvig-Holsten (Ditmarsken og Nordfrisland). Kanalen fungerer som borgerradio, hvor borgere med bopæl i Slesvig-Holsten, Hamborg eller Syddanmark selv kan producere radioprogrammer. Radiostationen har hjemsted i Heide, derudover er der flere regionale sendestudier i blandt andet Husum og på Før. Den præsenterer sig selv også under navnet Westküste FM (Vestkyst FM).
Den åbne kanal på vestkysten er sammen med kanalerne i Kiel, Lübeck og Flensborg en del af Offener Kanal Schleswig-Holstein.